# Badminton-Junioreneuropameisterschaft 1995
Die Badminton-Junioreneuropameisterschaft 1995 fand vom 9. bis zum 15. April 1995 im Športová hala Olympia in Nitra statt.

## Medaillengewinner
| Disziplin    | Gold                        | Silber                            | Bronze                         |
| ------------ | --------------------------- | --------------------------------- | ------------------------------ |
| Herreneinzel | Peter Gade                  | Mark Constable                    | Dennis Lens                    |
| Herreneinzel | Peter Gade                  | Mark Constable                    | Kasper Ødum                    |
| Dameneinzel  | Brenda Beenhakker           | Mette Justesen                    | Pernille Harder                |
| Dameneinzel  | Brenda Beenhakker           | Mette Justesen                    | Elena Sukhareva                |
| Herrendoppel | Peter Gade Peder Nissen     | Jonas Rasmussen Søren Hansen      | Henrik Andersson Björn Logius  |
| Herrendoppel | Peter Gade Peder Nissen     | Jonas Rasmussen Søren Hansen      | Todor Velkov Boris Kessov      |
| Damendoppel  | Joanne Wright Donna Kellogg | Ella Karachkova Natalia Djachkova | Gail Emms Ella Miles           |
| Damendoppel  | Joanne Wright Donna Kellogg | Ella Karachkova Natalia Djachkova | Mette Hansen Mette Schjoldager |
| Mixed        | Peder Nissen Mette Hansen   | Jonas Rasmussen Pernille Harder   | Ian Sullivan Joanne Wright     |
| Mixed        | Peder Nissen Mette Hansen   | Jonas Rasmussen Pernille Harder   | Henrik Andersson Anna Lundin   |
| Mannschaften | Dänemark                    | Schweden                          | England                        |

## Finalergebnisse
| Disziplin    | Sieger                      | Finalist                          | Ergebnis          |
| ------------ | --------------------------- | --------------------------------- | ----------------- |
| Herreneinzel | Peter Gade                  | Mark Constable                    | 15–9, 12–15, 15–8 |
| Dameneinzel  | Brenda Beenhakker           | Mette Justesen                    | 11–0, 4–11, 12–10 |
| Herrendoppel | Peder Nissen Peter Gade     | Jonas Rasmussen Søren Hansen      | 15–6, 15–6        |
| Damendoppel  | Donna Kellogg Joanne Wright | Ella Karachkova Natalia Djachkova | 15–7, 18–13       |
| Mixed        | Peder Nissen Mette Hansen   | Jonas Rasmussen Pernille Harder   | 15–5, 15–4        |

## Mannschaften

### Endstand
- 1.  Dänemark
- 2.  Schweden
- 3.  England
- 4.  Deutschland
- 5.  Niederlande
- 6.  Russland
- 7.  Polen
- 8.  Irland
- 9.  Bulgarien
- 10.  Ukraine
- 11.  Finnland
- 12.  Österreich
- 13.  Norwegen
- 14.  Island
- 15.  Schottland
- 16.  Wales